# Мамаду Кане
Мамаду Кане (фр. Mamadou Kané, нар. 22 січня 1997, Конакрі) — гвінейський футболіст, півзахисник литовського клубу «Ауда» та національної збірної Гвінеї.

## Клубна кар'єра
У дорослому футболі дебютував 2014 року виступами за команду «Сателліт» (Конакрі), в якій провів два сезони. Згодом з 2016 по 2018 рік грав у складі інших місцевих команд «Калум Стар» та «Ганган».
На початку 2019 року Кане приєднався до клубу «Нефтчі». Він дебютував у чемпіонаті Азербайджану 3 лютого 2019 року у виїзному матчі проти «Карабаха» (1:1). Він двічі ставав віцечемпіоном країни у сезонах 2018/19 та 2019/20 років, а потім виграв з клубом чемпіонат країни в сезоні 2020/21 років. 28 серпня 2021 року Кане перейшов до грецького «Олімпіакоса» за 300 000 євро, але залишився в оренді у «Нефтчі» ще на на пів сезону.
26 січня 2022 року Кане покинув «Нефтчі» та приєднався до «Олімпіакосу». У складі пірейців африканець став чемпіоном Греції, але не зумів стати основним гравцем, тому 23 серпня 2022 року його було віддано в оренду кіпрському клубу «Пафос» на один рік. 2023 року кіпрський клуб викупив контракт гравця і наступного року разом з ним виграв Кубок Кіпру 2023/24. Після цього влітку 2024 року Кане був відданий в оренду у російську «Родіну» і до кінця року відіграв за московську команду 9 матчів у другому дивізіоні країни. На початку 2025 року був знову відданий в оренду, на цей рас у латвійську «Ауду».

## Виступи за збірні
2017 року залучався до складу молодіжної збірної Гвінеї, з якою брав участь у молодіжному Кубку Африки у Замбії. Під час цього турніру він зіграв чотири матчі, а Гвінея посіла третє місце, чим здобула собі місце на молодіжному чемпіонаті світу, який проходив у Чилі. Там Кане зіграв три матчі, але Гвінея не вийшла з групи.
15 листопада 2020 року дебютував в офіційних матчах у складі національної збірної Гвінеї в матчі відбору на Кубок африканських націй проти Чаду, який завершився нічиєю 1:1.
У складі збірної був учасником Кубка африканських націй 2021 року у Камеруні, де зіграв два матчі у груповому етапі проти Малаві (1:0) та Зімбабве (1:2), а його команда вилетіла у 1/8 фіналу.
| Дата       | Місто    | Господарі    | Результат | Гості        | Турнір                                   | Голи | Примітки |
| ---------- | -------- | ------------ | --------- | ------------ | ---------------------------------------- | ---- | -------- |
| 15-11-2020 | Нджамена | Чад          | 1 – 1     | Гвінея       | Відбір до Кубка африканських націй 2021  | -    |          |
| 24-3-2021  | Конакрі  | Гвінея       | 1 – 0     | Малі         | Відбір до Кубка африканських націй 2021  | -    | 70'      |
| 28-3-2021  | Віндгук  | Намібія      | 2 – 1     | Гвінея       | Відбір до Кубка африканських націй 2021  | 1    |          |
| 31-5-2021  | Анталія  | Туреччина    | 0 – 0     | Гвінея       | товариський матч                         | -    |          |
| 5-6-2021   | Манавгат | Того         | 2 – 0     | Гвінея       | товариський матч                         | -    | 46'      |
| 8-6-2021   | Манавгат | Косово       | 1 – 2     | Гвінея       | товариський матч                         | -    |          |
| 11-6-2021  | Манавгат | Нігер        | 1 – 2     | Гвінея       | товариський матч                         | -    |          |
| 1-9-2021   | Нуакшот  | Гвінея-Бісау | 1 – 1     | Гвінея       | Відбір до ЧС 2022                        | -    |          |
| 6-10-2021  | Марракеш | Судан        | 1 – 1     | Гвінея       | Відбір до ЧС 2022                        | -    |          |
| 12-10-2021 | Рабат    | Гвінея       | 1 – 4     | Марокко      | Відбір до ЧС 2022                        | 1    |          |
| 12-11-2021 | Конакрі  | Гвінея       | 1 – 1     | Гвінея-Бісау | Відбір до ЧС 2022                        | -    |          |
| 16-11-2021 | Рабат    | Марокко      | 3 – 0     | Гвінея       | Відбір до ЧС 2022                        | -    |          |
| 3-1-2021   | Кігалі   | Руанда       | 3 – 0     | Гвінея       | товариський матч                         | -    |          |
| 10-1-2021  | Бафусам  | Гвінея       | 1 – 0     | Малаві       | Кубок африканських націй 2021 - 1-й етап | -    |          |
| 18-1-2022  | Яунде    | Зімбабве     | 2 – 1     | Гвінея       | Кубок африканських націй 2021 - 1-й етап | -    | 90+3'    |
| 25-3-2022  | Кортрейк | ПАР          | 0 – 0     | Гвінея       | товариський матч                         | -    | 46'      |
| 9-6-2022   | Конакрі  | Гвінея       | 1 – 0     | Малаві       | Відбір до Кубка африканських націй 2023  | -    | 77'      |
| 21-3-2024  | Джидда   | Гвінея       | 6 – 0     | Вануату      | товариський матч                         | 2    |          |
| Усього     |          | Матчів       | 18        |              | Голів                                    | 4    |          |

## Титули і досягнення
- Чемпіон Азербайджану (1):

«Нефтчі»: 2020/21
- Чемпіон Греції (1):

«Олімпіакос»: 2021/22
- Володар Кубка Кіпру (1):

«Пафос»: 2023/24